# Hyposmocoma pluviella
Hyposmocoma pluviella là một loài bướm đêm thuộc họ Cosmopterigidae. Nó là loài đặc hữu của Molokai.